# St. Petri-Junggesellenschützenbruderschaft
Die St. Petri-Junggesellenschützenbruderschaft 1450 Büderich e. V. ist im Jahre 1450 in Büderich (Wesel) gegründet worden. Mitglieder der Bruderschaft sind einzig unverheiratete Männer (Junggesellen), was durch den Vereinsnamen verdeutlicht wird. Mit ca. 100 Mitgliedern, die zum Großteil zwischen 16 und 30 Jahren alt sind, feiert die Bruderschaft alle drei Jahre ihr traditionelles Schützenfest. Im Jahre 2025 ist dies das nächste Mal der Fall.

## Vorwort
Von der Gründung der Bruderschaft bis zum Jahre 1742 existieren keinerlei Aufzeichnungen mehr. Der einzige Beweis für die Existenz der Bruderschaft in dieser Zeit ist ein Bericht in einer Chronik aus dem Jahre 1804. In diesem Jahr wurden die Satzungen unter Pfarrer Rechtmann ergänzt und auf die Statuten aus dem Jahre 1450 zurückgegriffen. Das ist ein eindeutiger Beleg dafür, dass die Bruderschaft im Jahre 1450 existiert hat, sodass dieses Datum als Gründungsjahr angesehen werden kann. Möglicherweise kann das Gründungsjahr sogar viel früher liegen, was aber nicht belegbar ist.
Im Jahre 1742 fand eine Wiedergründung der Bruderschaft statt. Ab diesem Zeitpunkt liegen wieder Schriftführerbücher sowie Silberplaketten alter Könige und Fahnen fast lückenlos bis heute vor.
Alle Ereignisse aus den Jahren 1742 bis 1927 sind im Jahre 1928 durch den Schützenbruder Johannes Kerkmann in ein gebundenes Lederbuch übertragen worden. Dieser enormen Arbeitsleistung ist es zu verdanken, dass die Geschichte der Bruderschaft aus diesem Zeitraum auch für die Nachwelt verfügbar ist und nicht in Vergessenheit geraten kann. Unglücklicherweise liegen diese Aufzeichnungen in der Schrift „Sütterlin“ vor, eine alte deutsche Schrift, die heute nur noch sehr wenige Menschen lesen können. Zum jetzigen Zeitpunkt liegt keine Abschrift in hochdeutscher Sprache vor, sodass aus den Jahren 1742 bis 1927 keine Angaben über die Entwicklung und die Geschehnisse der Bruderschaft gemacht werden können. Anzumerken ist an dieser Stelle, dass in dem Zeitraum von 1914 bis 1924 keine Aufzeichnungen getätigt wurden. Dies ist sicherlich mit dem Ausbruch des Ersten Weltkrieges zu erklären, in dem viele Schützenbrüder den Tod gefunden haben. Unter den schwierigen Verhältnissen haben sich erst 1924 wieder einige Junggesellen zusammengefunden, die den Schützenverein nach und nach zu neuer Blüte verholfen haben.

## Etymologie
Der Name der Schützenbruderschaft leitet sich aus dem Schutzpatron des Fischers und späteren Apostels Simon Petrus ab.
 Daher kommt auch der Jägergruß Petri heil, welcher stets mit Petri Dank gekontert wird.

## Geschichte

### 1924 bis 1945
In den Jahren 1928 bis 1933 entwickelte sich die Bruderschaft wieder zu einem großen und wichtigen Verein in Büderich. Durch die Machtergreifung der Nationalsozialisten im Jahre 1933 wurde dem Vereinsleben jedoch ein erheblicher Schlag versetzt. Nachdem die Machthaber öffentliche Auftritte verboten hatten, entschlossen sich die Vereinsmitglieder, die Vereinsaktivitäten einzustellen und man traf sich nur noch in kleiner privater Runde.
Nach der Kapitulation des Hitler-Regimes im Jahre 1945 und dem Beginn des Wiederaufbaus wurde auch die Bruderschaft schnell wieder zu neuem Leben erweckt. Bereits auf der Fronleichnamsprozession im Jahre 1945 wurden die Vorbeter und Leuchtenträger durch Schützenbrüder gestellt und die Fahnen folgten dem Allerheiligsten.

### 1945 bis 1954
Am 27. August 1945 fand eine erste Zusammenkunft einiger Junggesellen statt. An diesem Tag wurde der Entschluss gefasst, die Kirche mit aller Kraft von Schutt und Asche zu befreien sowie den Wiederaufbau voranzutreiben. Auch entschloss man sich, alle 14 Tage einen Glaubensabend abzuhalten.
Bis zur ersten ordentlichen Generalversammlung setzte sich der Vorstand aus folgenden Mitgliedern zusammen:
Präsident: Jakob Bruns, Vizepräsident: Johannes Hoffacker, Schriftführer: Josef Bruns, Rendant: Franz Schott,
1. Brudermeister: Paul Gardemann, 2. Brudermeister: Heinrich Tembörg, Beisitzer: Theodor Abels, Josef Uphoff, Karl van Husen, Bernhard Hoffacker sowie der aus der Gefangenschaft noch nicht zurückgekehrte Johannes Abels.
Als weitere wichtige Daten aus dieser Zeit sind der 13. Januar 1946, dem Tag der ersten Mitgliederversammlung nach Einstellung der Vereinsaktivitäten, Ostersonntag, den 21. April 1946, an dem die alte Tradition des Abbrennens einer Teertonne bei der Wacht am Rhein wieder aufgenommen wurde und der 15. Juni 1947, an dem der Präsident Jakob Bruns den Termin des nächsten Schützenfestes bekannt gegeben hat, zu nennen.
Am 13. Juli 1947 war es dann endlich wieder so weit, das erste Schützenfest nach einer langen Wartezeit wurde gefeiert. Nach einer heiligen Messe in der Kirche zog der Festzug mitsamt Ehrengästen zur Festwiese. Mit einer Armbrust, denn der Schuss mit einem Gewehr war durch die Militärverwaltung verboten worden, begann man sofort mit der Abgabe der Ehren- und Preisschüsse.
Anschließend erfolgte das Königsschießen, in deren Verlauf Schützenbruder Herrmann Wäckers den Rest des Vogels von der Stange holen konnte. Zur Königin ernannte er Susanne Uphoff.
Nach einer großen Parade wurde der Krönungsball im Saale van Gelder gefeiert, da zu diesem Zeitpunkt noch kein Geld für ein Festzelt zur Verfügung stand.
Bereits ein Jahr später, am 8. und 9. September 1948, fand erneut ein Schützenfest statt, dieses Mal sogar an zwei Tagen.
Am zweiten Tag konnte Engelbert Gardemann zum Schützenkönig und Gisela Külkens zur Schützenkönigin gekürt werden. Der Schützenball fand, wie im Vorjahr, im Saale van Gelder statt.
An diesem Schützenfest feierte auch der Spatzenzug  wieder zum ersten Mal mit.
In der Zeit vom 15. bis 18. Juli 1950 wurde das Jubiläumsschützenfest der Bruderschaft, im Verbund mit dem Bundesfest der Historischen Schützenbruderschaften gefeiert. Durch die Austragung des Bundesfestes zogen am Sonntag annähernd 1500 Schützen, 78 Fahnen und 11 Spielmannszüge durch das geschmückte Dorf.
Heinrich Holtappels gelang es am Dienstag, den entscheidenden Treffer zu landen. Als Mitregentin erwählte er sich Hildegard van Gelder.
Von nun an folgten die Schützenfeste der Bruderschaft in einem dreijährlichen Rhythmus.

### 1950 bis heute
Als besonderes Datum für die Bruderschaft ist der 9. Januar 1954 zu nennen. Schützenbruder Jakob Bruns ist bis zu diesem Zeitpunkt seit 25 Jahren Präsident der Bruderschaft gewesen. Ihm ist es zu verdanken, dass die Bruderschaft auch in den Wirren des Zweiten Weltkrieges weiter fortbestanden hat. Am 19. August 1956 ist er aus diesem Grund zum Ehrenmitglied der Junggesellen ernannt worden.
Im Jahre 1964 übernahm Schützenbruder Hans-Georg van Husen das Amt des Präsidenten von seinem Vorgänger Jakob Bruns, sodass dieser nach nunmehr 35 Jahren die Geschicke der Bruderschaft in andere Hände legte.
Vom 20. bis 23. Juli 1974 fand das Jubiläumsschützenfest zum 525-jährigen Bestehen des Schützenvereins statt.
Zu diesem Anlass wurde der übliche Ablauf eines Schützenfestes geändert. Bereits am Samstag zogen die Schützen zum Ehrenmal, um einen Kranz niederzulegen. Am Sonntag dann fand ein großer Frühschoppen statt. Abgerundet wurde der Festtag mit einem Umzug unter Beteiligung zahlreicher befreundeter Schützenvereine.
Auch der Spatzenzug am Montagmorgen durfte nicht fehlen.
Am Dienstag dann gelang es Schützenbruder Hermann-Josef Gossens, den Vogel von der Stange zu holen. Zur Schützenkönigin ernannte er Maria Hackstein. Der große Krönungsball mit anschließendem Feuerwerk endete erst, als die Sonne schon wieder aufging.
Das 550-jährige Bestehen der Bruderschaft wurde in der Zeit vom 14. bis 17. Juli 2001 mit einem Jubiläumsschützenfest gefeiert. Hier konnte sich Sven Mevissen als neuer Schützenkönig durchsetzen, der Barbara Stevens zu seiner Schützenkönigin ernannte. Im selben Jahr kürt sich Hermann-Josef Gossens zum vermeintlich ersten Kaiser des Schützenvereins.
Das 575-jährige Bestehen der Bruderschaft wurde vom 26. bis 29. Juli 2025 gefeiert. Das viertägige Schützenfest beinhaltete am Sonntag das Kaiserschießen in seiner zweiten Auflage. Markus Mosters löste den amtierenden Kaiser mit dem 300. Schuss ab. Das Schießen dauerte ca. fünf Stunden wodurch der geplante Start des Preisschießens der Schützen auf den Folgetag verlegt wurde.

## Aktuell
Heute finden zahlreiche Aktivitäten der Junggesellen statt, um das lange Warten auf das nächste Schützenfest zu verkürzen. 